# Triatlo nos Jogos Olímpicos de Verão da Juventude de 2014 - Estafeta mista
O Triatlo de estafeta mista n'os Jogos Olímpicos de Verão de 2014' foi disputado no dia 21 de Agosto no Lago Xuanwu em Nanquim, China. A equipa Europa 1 ganhou o Ouro incluindo o medalhado de Ouro na prova masculina, Ben Dijkstra, e o Bronze Emil Hansen. A Europa 3 foi Prata, e a equipa Oceânia 1 conquistou o Bronze, contando com Brittany Dutton, primeira medalhada destas Olimpíadas, e Daniel Hoy, o Prata masculino.

## Formato de competição
A prova foi disputada com 250 metros de natação de águas abertas, 6.6 quilómetros de ciclismo de estrada e 1.8 quilómetros de corrida por atleta de cada equipa, masculino ou feminino.

## Medalhistas
| Ouro   | IOC Europa 1  |
| Prata  | IOC Europa 3  |
| Bronze | IOC Oceânia 1 |

## Resultados
| Pos.              | Número | Triatleta     | Atleta 1 | Atleta 2 | Atleta 3 | Atleta 4 | Tempo total | Diferença |
| ----------------- | ------ | ------------- | -------- | -------- | -------- | -------- | ----------- | --------- |
| Medalha de ouro   | 1      | IOC Europa 1  | 21:49    | 19:25    | 21:43    | 19:20    | 1:22:17     |           |
| Medalha de prata  | 5      | IOC Europa 3  | 21:23    | 20:01    | 21:23    | 19:43    | 1:22:30     | +0:13     |
| Medalha de bronze | 3      | IOC Oceânia 1 | 21:00    | 19:49    | 22:32    | 19:49    | 1:23:10     | +0:53     |
| 4                 | 6      | IOC Europa 4  | 19:57    | 1:06:11  | 33:52    | 20:15    | 2:00:00     | +0:12     |
| 5                 | 2      | IOC Europa 2  | 20:02    | 1:06:07  | 34:10    | 19:51    | 2:00:19     | +0:31     |
| 6                 | 8      | IOC América 2 | 20:10    | 1:05:56  | 34:30    | 20:20    | 2:00:36     | +0:48     |
| 7                 | 4      | IOC América 1 | 20:00    | 1:06:09  | 34:47    | 19:46    | 2:00:56     | +1:08     |
| 8                 | 7      | IOC Ásia 1    | 20:07    | 1:06:02  | 35:07    | 21:41    | 2:01:16     | +1:28     |
| 9                 | 9      | IOC Europa 5  | 19:22    | 1:06:47  | 35:13    | 20:11    | 2:01:22     | +1:34     |
| 10                | 14     | IOC Mundo 1   | 20:12    | 1:06:02  | 35:14    | 20:52    | 2:01:28     | +1:40     |
| 11                | 10     | IOC América 3 | 20:26    | 1:07:27  | 33:42    | 22:11    | 2:01:35     | +1:47     |
| 12                | 12     | IOC América 4 | 20:09    | 1:05:57  | 35:32    | 21:07    | 2:01:38     | +1:50     |
| 13                | 11     | IOC Ásia 2    | 20:06    | 1:06:05  | 35:41    | 21:00    | 2:01:52     | +2:04     |
| 14                | 15     | IOC África 1  | 19:09    | 1:07:04  | 35:51    | 21:05    | 2:02:04     | +2:16     |
| 15                | 17     | IOC Ásia 3    | 20:12    | 1:05:59  | 35:57    | 22:20    | 2:02:08     | +2:20     |
| 16                | 16     | IOC Mundo 2   | 20:22    | 1:07:38  | 36:10    | 22:08    | 2:02:17     | +2:29     |